# True Colors World Tour
True Colors World Tour fue la segunda gira mundial de la cantante estadounidense Cyndi Lauper, para promocionar su segundo álbum de estudio  True Colors y a la par la banda sonora The Goonies: Original Motion Picture Sountradck. realizada entre 1986 y 1987. La gira  empezó en  Japón, presentándose en el estadio Nippon Budokan. Siguió en Australia, Estados Unidos y Europa. El último concierto de la gira se realizó en París donde se grabó un álbum y posteriormente lanzado en formato VHS, bajo el nombre de  Cyndi Lauper in Paris.

## Listado de temas
1. Change of Heart
2. The Goonies 'R' Good Enough
3. Boy Blue
4. All Through the Night
5. "What's Going On"
6. She Bop
7. Calm Inside the Storm
8. 911
9. One Track Mind
10. True Colors
11. Maybe He'll Know
12. Time After Time
13. Money Changes Everything
14. Girls Just Want to Have Fun

### En conciertos seleccionados
- La canción "Iko Iko" se presentó en ciertas fechas de Norteamérica y Europa.
- En Asia y Australia interpretó "He's So Unusual/Yeah Yeah".
- En fechas seleccionadas Girls Just Want to Have Fun fue mezclado con "He's a Rebel" (de The Crystals) y "Hang On Sloopy" (de The McCoys).
- En París volvió a interpretar "True Colors" a capela como Encore.

## Fechas
| Date                     | City                | Country        | Venue                             |
| ------------------------ | ------------------- | -------------- | --------------------------------- |
| Asia                     |                     |                |                                   |
| 10 de septiembre de 1986 | Tokio               | Japón          | Nippon Budokan                    |
| 11 de septiembre de 1986 | Tokio               | Japón          | Nippon Budokan                    |
| 12 de septiembre de 1986 | Tokio               | Japón          | Nippon Budokan                    |
| 13 de septiembre de 1986 | Tokio               | Japón          | Nippon Budokan                    |
| 16 de septiembre de 1986 | Shizuoka            | Japón          | Sangyo-Kan                        |
| 17 de septiembre de 1986 | Osaka               | Japón          | Osaka Castle Hall                 |
| 18 de septiembre de 1986 | Osaka               | Japón          | Osaka Castle Hall                 |
| 19 de septiembre de 1986 | Nagoya              | Japón          | Aichi-Ken Taikukan                |
| 22 de septiembre de 1986 | Tokio               | Japón          | Nippon Budokan                    |
| Australia                |                     |                |                                   |
| 26 de septiembre de 1986 | Sídney              | Australia      | Sídney Entertainment Centre       |
| 27 de septiembre de 1986 | Sídney              | Australia      | Sídney Entertainment Centre       |
| 29 de septiembre de 1986 | Sídney              | Australia      | Sídney Entertainment Centre       |
| 3 de octubre de 1986     | Brisbane            | Australia      | Brisbane Entertainment Centre     |
| 5 de octubre de 1986     | Melbourne           | Australia      | Sports and Entertainment Centre   |
| 6 de octubre de 1986     | Melbourne           | Australia      | Sports and Entertainment Centre   |
| 7 de octubre de 1986     | Melbourne           | Australia      | Sports and Entertainment Centre   |
| North America            |                     |                |                                   |
| 10 de octubre de 1986    | Dallas, TX          | Estados Unidos | Bronco Bowl                       |
| 11 de octubre de 1986    | Honolulu, HI        | Estados Unidos | Neal S. Blaisdell Arena           |
| 15 de octubre de 1986    | Oakland, CA         | Estados Unidos | Henry J. Kaiser Convention Center |
| 3 de diciembre de 1986   | Providence, RI      | Estados Unidos | Providence Civic Center           |
| 4 de diciembre de 1986   | Worcester, MA       | Estados Unidos | Worcester Centrum                 |
| 5 de diciembre de 1986   | Philadelphia, PA    | Estados Unidos | The Spectrum                      |
| 9 de diciembre de 1986   | Chicago, IL         | Estados Unidos | UIC Pavilion                      |
| 13 de diciembre de 1986  | Columbus, OH        | Estados Unidos | Ohio Center                       |
| 14 de diciembre de 1986  | Cleveland, OH       | Estados Unidos | Coliseum at Richfield             |
| 17 de diciembre de 1986  | Portland, ME        | Estados Unidos | Cumberland County Civic Center    |
| 19 de diciembre de 1986  | New York, NY        | Estados Unidos | Madison Square Garden             |
| 20 de diciembre de 1986  | New Haven, CT       | Estados Unidos | New Haven Coliseum                |
| 27 de diciembre de 1986  | West Palm Beach, FL | Estados Unidos | West Palm Beach Auditorium        |
| 28 de diciembre de 1986  | Lakeland, FL        | Estados Unidos | Lakeland Civic Center             |
| 31 de diciembre de 1986  | Atlanta, GA         | Estados Unidos | The Omni                          |
| 3 de enero de 1987       | San Juan            | Puerto Rico    | Roberto Clemente Coliseum         |
| 8 de enero de 1987       | Houston, TX         | United States  | Music Hall                        |
| 10 de enero de 1987      | Austin, TX          | United States  | Frank Erwin Center                |
| 12 de enero de 1987      | Dallas, TX          | United States  | Bronco Bowl                       |
| 14 de enero de 1987      | Tyler, TX           | United States  | Oil Palace                        |
| 17 de enero de 1987      | Denver, CO          | United States  | Mamoth Events Center              |
| 21 de enero de 1987      | Spokane, WA         | United States  | Opera House                       |
| 23 de enero de 1987      | Seattle, WA         | United States  | Paramount Theater                 |
| 24 de enero de 1987      | Seattle, WA         | United States  | Paramount Theater                 |
| 26 de enero de 1987      | Worcester, MA       | United States  | Worcester Centrum                 |
| 29 de enero de 1987      | Davis, CA           | United States  | UC Davis Rec Hall                 |
| 30 de enero de 1987      | Oakland, CA         | United States  | Henry J. Kaiser Convention Center |
| 31 de enero de 1987      | Fresno, CA          | United States  | Selland Arena                     |
| 1 de febrero de 1987     | Stockton, CA        | United States  | Alex G. Spanos Center             |
| 2 de febrero de 1987     | Los Angeles, CA     | United States  | Universal Amphitheater            |
| 3 de febrero de 1987     | Los Angeles, CA     | United States  | Universal Amphitheater            |
| Europe                   |                     |                |                                   |
| 21 de febrero de 1987    | Róterdam            | Netherlands    | Ahoy Rotterdam                    |
| 22 de febrero de 1987    | Bruselas            | Bélgica        | Forest National                   |
| 24 de febrero de 1987    | Londres             | Reino Unido    | Hammersmith Odeon                 |
| 25 de febrero de 1987    | Birmingham          | Reino Unido    | Odeon                             |
| 26 de febrero de 1987    | Nottingham          | Reino Unido    | Nottingham Royal Concert Hall     |
| 2 de marzo de 1986       | Múnich              | Germany        | Basketball-Halle                  |
| 3 de marzo de 1987       | Frankfurt           | Germany        | Jahrhunderthalle                  |
| 4 de marzo de 1987       | Hamburg             | Germany        | Congress Centrum                  |
| 7 de marzo de 1987       | Milán               | Italy          | Palatrussardi                     |
| 9 de marzo de 1987       | Florence            | Italy          | Palasport                         |
| 10 de marzo de 1987      | Rome                | Italy          | Stadio Olimpico                   |
| 12 de marzo de 1987      | París               | France         | Zenith                            |

### Banda
- Sue Hadjopoulous - Percusión y voz
- Aldo Nova - Guitarra & voz (al comienzo de la gira)
- Rick Derringer - Guitarra y voz (para el final de la gira)
- David Rosenthal - Teclados
- Kevin Jenkins - Bajo y voces
- Sterling Campbell - Batería

### Equipo
- Robin Irvine - Tour Manager
- Gordon Meltzer - Asistente de Tour Manager
- Chcuk Coein - Gerente de Producción
- Keith Ian Raywood - Escenografía
- Chris Slemmer - Stage Manager
- Laura Wills - Estilista
- Cheryl Wilson - Asistente de estilista
- Jody Morlock - Maquillaje
- Justin Ware - estilista
- Susan Hauser - Asistente de estilista
- Shannon Hall - armario